# Tullbron

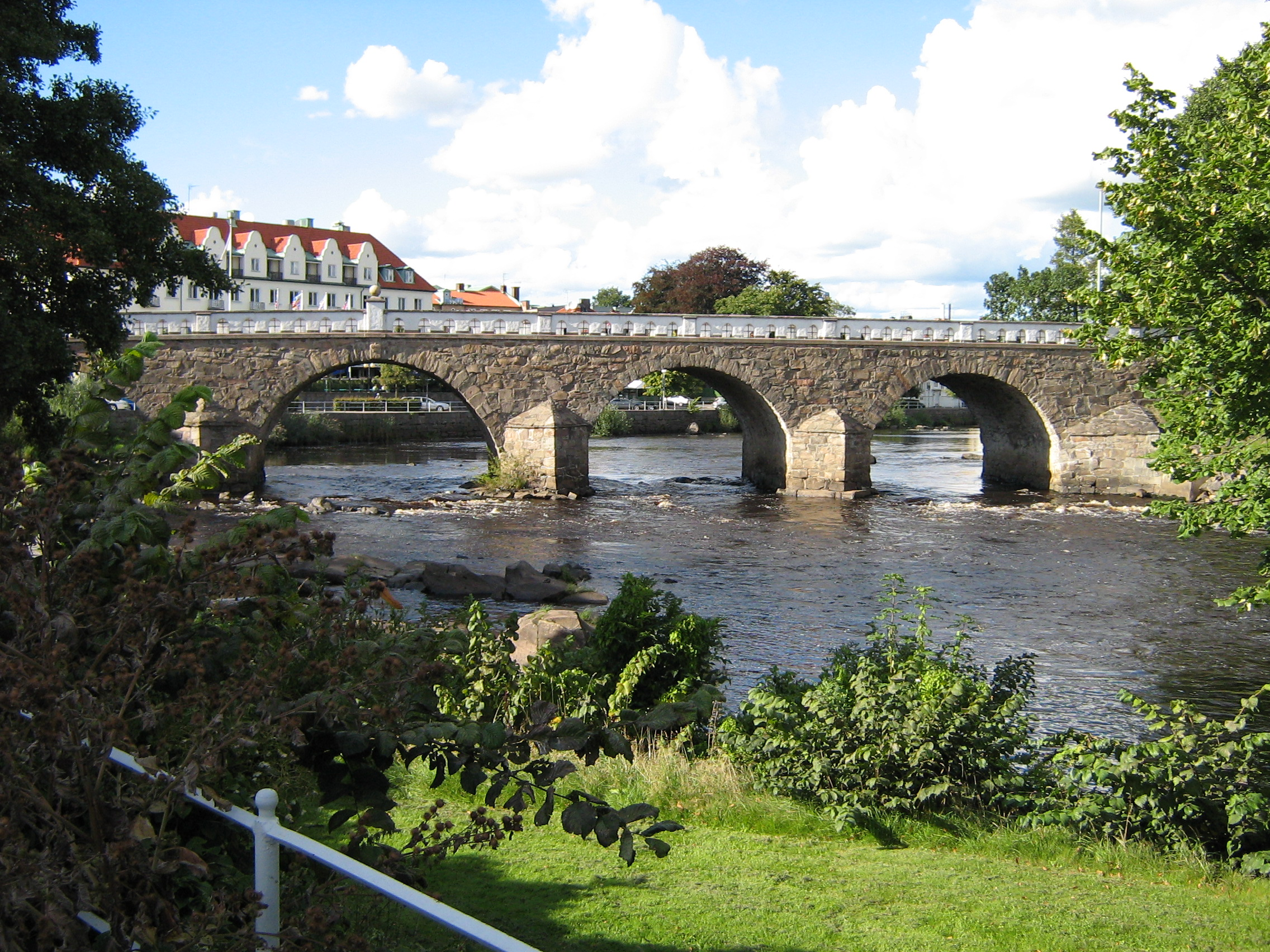
En sensommarbild från samma håll

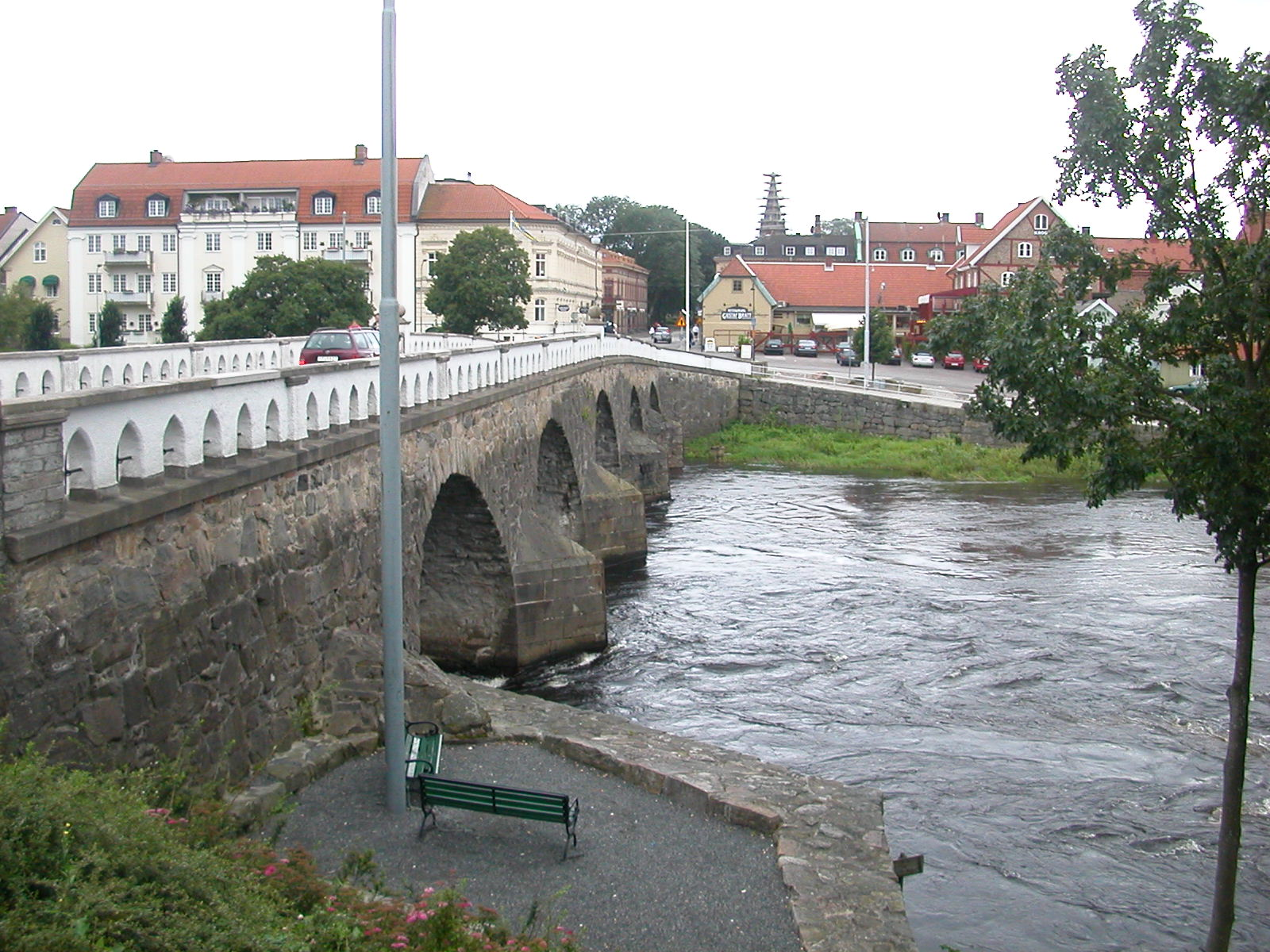
En vy över bron in mot Gamla stan

Tullbron är en stenvalvsbro i Falkenberg byggd mellan 1756 och 1761. Bron går över Ätran och är byggnadsminne sedan 1984. Den har reparerats och restaurerats 1927 och 1994. Bron används fortfarande för trafik och i snitt passerar 3 800 fordon per dygn. Namnet på bron kommer från att man fram till 1914 behövde betala tull för att komma över bron in till staden. Ruinen efter borgen Falkenberg ligger vid brons östra sida.
Bron har givit namn åt den närbelägna högstadieskolan Tullbroskolan.

## Föregångare
Bron hade en föregångare som låg mer uppströms, nära Nybyhemmet. Den låg vid stadsbildningen Ny-Falkenberg. Rester av bron kan ses i åbottnen. Efter att invånarna i Ny-Falkenberg tvingats flytta till nuvarande Falkenberg byggdes en träbro, nära där vårdcentralen ligger. Stenblock från dess landfäste går fortfarande att se.
Den närmaste föregångaren till Tullbron byggdes 1725. På denna upptogs från 1739 tull från de som passerade. Tidigare fick de boende i Årstads och Faurås härad stå för underhållet. Bron var rimligen inte av någon högre kvalité då det fanns ett talesätt om de halländska broarna som sa:
| ” | Nissa och Laga taga mången av daga, men denna stora å tager mer än bägge två | „ |

Brons föregångare fram till 1565 spelade stor roll i Nordiska sjuårskriget. Bron var den enda bron över Ätran och förstördes i kriget detta år, vilket tvingade danska armén att passera ett vadställe vid Axtorna by cirka 20 km uppströms, Där stod sedan Slaget vid Axtorna, där danskarna segrade.[källa behövs]

## Byggtiden
Som ansvarig för trafiken genom Halland beslutade landshövding Hans Hummelhielm att bygga en stenbro över Ätran. Bron ritades ursprungligen av arkitekten Carl Hårleman och hade 1752 blivit godkänd i alla instanser. Hårleman dog 1753. Efter hans död fortsatte Carl Johan Cronstedt arbetet som arkitekt. Han ändrade bland annat utformningen, så att bron kom att bestå av fem, istället för fyra, valvbågar. Bygget leddes av Friedrich August Rex och arbetet utfördes av soldater, först från Älvsborgs regemente och senare från Västgöta-Dals regemente.
Ett möte hölls 1753 med de inblandade. Ursprungligen var tanken att bygga bron på samma plats som den tidigare bron. August Rex ansåg efter mötet att den platsen var olämplig och föreslog istället den plats där bron senare blev byggd. Även om Ätran var bredare där var berggrunden lämpligare. 1755 skrevs kontrakt och bygget startade i juli 1756. När arbetet i oktober lades ner för året var grundfästet och någon enstaka kajdamm färdig. 1757 pågick bygget mellan april och augusti. Kajdammarna blev färdiga och pelarfästena samt den första valvbågen uppmurade. Under 1758 låg bygget nere, då soldaterna var i Svenska Pommern och deltog i sjuårskriget. 1759 började arbetet i juli. Alla bropelarna blev färdiga, liksom tre av valven. Under 1760 blev bron i huvudsak färdig. Under slutet av året och början av 1761 gjordes räckena i ordning och körbanan stensattes. 
Slutkostnaden för bron blev 34 258 daler. Stenen till bron kom från Källstorp i Slöinge, medan virket som användes vid bygget kom från Fagereds socken. Friedrich August Rex förde dagbok vid byggandet och den finns utgiven som del av "Tullbron i Falkenberg - Dess byggnad och historia från 1753 till vår tid".

## Senare historia
Vid bron blev en ett tullhus byggt. Detta arrenderades ut på sex år i taget. Ägaren betalade en summa till staten, stod för underhållet av bron och fick de pengar som brotullen gav. I huset fanns även en krog. Från mitten av 1800-talet gick detta inom en och samma släkt. Det kom även att användas för flera olika ändamål. Bland annat trycktes Falkenbergs Tidning där från starten 1875 och ett litet tag framåt. Husets revs 1933. Tull togs enbart av de som reste i riktning in mot staden. De som bodde i Årstad och Faurås härader betalade halva avgiften.
Bron reparerades 1783 och 1787. Även 1876 genomfördes mindre reparationer. 1912 blev det beslutat att Falkenbergs stad skulle ta över bron från staten. Detta skedde på villkor att de reparerade den. Det formella överförandet dröjde dock till 1920. Staden avskaffade tullen, först för stadsborna och från 1913 för alla. En genomgripande renovering utfördes mellan maj och september 1927 av Skånska Cement. Under tiden renoveringen pågick fanns en temporär bro strax norr om Tullbron. Renoveringen kostade 97 400 kronor, varav Falkenbergs stad stod för 34 000, medan resten kom från statsbidrag samt från bilskattemedel.
Då området på sydsidan byggdes ut och Skrea strand blev ett populärt utflyktsmål ökade trafiken över bron. Detta medförde att stadsfullmäktige i juni 1939 beslutade att bredda bron från 7,2 till 13,5 meter. Detta var starten på "brobreddningsstriden". Som alternativ till att bredda bron förekom ett förslag på att bygga en bro vid Garvareforsen. Brobreddningsstriden kom inte bara att föras på det lokala planet, utan även många rikspolitiker och andra på riksnivå kom att uttrycka sin åsikt. Bland andra Ernst Wigforss och Fredrik Ström ville bevara bron. När Gustaf V passerade bron, inbjuden av de som vill bevara bron, uttrycke han att "Det vore all synd att bredda den bron".
Efter en omfattande vandring genom olika myndigheter och totalt tre beslut av stadsfullmäktige om att bredda bron blev slutresultatet att det 1955 byggdes en provisorisk gångbro vid sidan av Tullbron. Detta gjorde att utrymmet för fordonstrafik på bron ökade. I december 1954 hade regeringen beslutat om ett förbud mot att bredda bron på grund av dess kulturvärde. Ursprungligen hade bron inte haft något separat gångfält, då trafiken inte var omfattande. Efterhand kom dock bron att få först en gångbana, och senare, på 1920-talet en andra gångbana. Fram till 1962 gick rikstvåan över bron. Det året ändrades vägens sträckning, samtidigt som den bytte namn till E6. Det året byggdes även en annan bro över Ätran. Senare har även ytterligare en bro, Söderbron, blivit byggd. Under 1990-talet enkelriktades bron med riktning in mot staden, först på försök. Den provisoriska gångbron revs när enkelriktningen blev permanent.